# Sweeney Todd

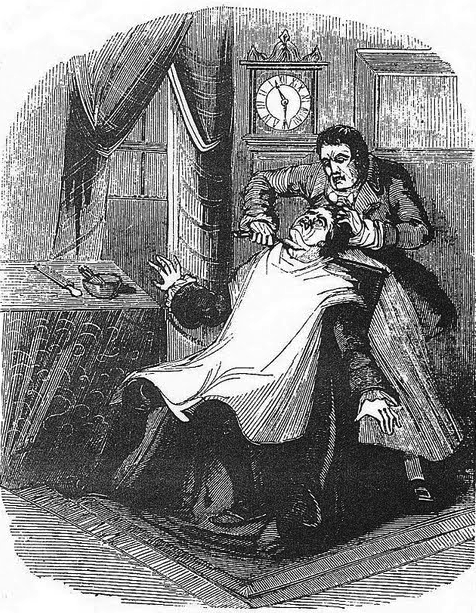
Todd ermordet einen Kunden

Sweeney Todd ist ein fiktiver Serienmörder, dessen Geschichte im 19. Jahrhundert in London angesiedelt ist. Er ist Barbier und besitzt einen Laden in der Fleet Street in London. Barbiere stutzten im 19. Jahrhundert nicht nur die Bärte, sondern schnitten unter anderem auch die Haare und führten medizinische Behandlungen wie das Ziehen von Zähnen oder Aderlässe durch. Sweeney Todd, der sich ungerecht behandelt fühlt und deswegen der ganzen Welt Rache schwört, tötet viele seiner Kunden und gibt die Leichen an den anliegenden „Pie Shop“ (Pasteten-Laden) von Mrs. Lovett weiter.

## Frühere Geschichte
Todd erschien das erste Mal in einem Penny Dreadful (Groschenroman) im Jahr 1846. Die Geschichte trug den Namen The String of Pearls: A Romance (Die Perlenkette: Ein Märchen – wörtlich: „Die Perlenkette: eine Liebesgeschichte“) und wurde wahrscheinlich von Thomas Prest verfasst, der zu jener Zeit auch andere makabre Geschichten und zwielichtige Personen beschrieb.

## Adaptionen
- 1936: Verfilmung mit dem Titel Sweeney Todd: The Demon Barber of Fleet Street und Tod Slaughter in der Hauptrolle.
- 1979: Sweeney Todd kommt als Musical von Stephen Sondheim an den Broadway. Es dient später als Vorlage für den Spielfilm aus dem Jahr 2007.
- 1982: US-amerikanische Fernsehproduktion mit dem Titel Sweeney Todd: The Demon Barber of Fleet Street mit George Hearn und Angela Lansbury in den Hauptrollen.
- 1998: Fernsehproduktion unter der Regie von John Schlesinger mit dem Titel The Tale of Sweeney Todd. Ben Kingsley und Joanna Lumley waren in den Hauptrollen zu sehen.
- 1999: Deutsche Erstaufführung des Musicals von Stephen Sondheim am Nationaltheater Mannheim.
- 2006: Fernsehproduktion für die BBC mit Ray Winstone in der Titelrolle.
- 2007: Sweeney Todd – Der teuflische Barbier aus der Fleet Street mit Johnny Depp und Helena Bonham Carter in den Hauptrollen unter der Regie von Tim Burton basierend auf dem Musical von Stephen Sondheim.
- 2011: Die russische Punkrockband Korol i Schut begann 2011 mit der Inszenierung der Songoper TODD, die auf der Geschichte von Sweeney Todd basiert. Korol i Schut veröffentlichte dazu ein zweiteiliges Doppelalbum: TODD. Akt 1. Fest des Blutes (2011) und TODD. Akt 2. Am Rand (2012).[3]
- 2018: Zweiteilige Hörspielproduktion mit Jacques Breuer als Sweeney Todd, erschienen als Folgen 132 und 133 der Reihe Gruselkabinett.

Außerdem gibt es zwei Bühnenspiele, die sich mit dem Thema Sweeney Todd befassen. Eines mit dem Titel The String of Pearls: The Demon Barber of Fleet Street (Die Perlenkette: Der teuflische Barbier der Fleet Street) aus dem Jahr 1847. Ein Bühnenspiel aus dem Jahr 1937 mit dem Titel Sweeney Todd erzählt ebenfalls die Geschichte.
2012 griff der britische Autor Terry Pratchett die Figur des Sweeney Todd in seinem Roman Dodger (deutsch Dunkle Halunken) auf, in dem der Titelheld den Barbier überwältigt und so zum Helden avanciert.
Weiterhin gibt es einen Themenbereich über Sweeney Todd im London Dungeon.